# Carlos Martínez Moreno
Pour les articles homonymes, voir Carlos Martínez, Martínez et Moreno.
Œuvres principales
El paredón (1968)
La otra mitad (1966)
El color que el infierno me escondiera (1981)
Carlos Martínez Moreno, né à Colonia del Sacramento le 1er septembre 1917 et mort à Mexico le 21 février 1986, était un avocat, essayiste et écrivain uruguayen. 

## Biographie
Né à Colonia del Sacramento, en Uruguay. En 1968, avec Carlos Real de Azúa et Carlos Maggi, il dirige le « Centre pour l'éditeur d'Amérique latine » de la collection Capítulo Oriental (Chapitre orientale), l'histoire de la littérature uruguayenne, composé de 38 versements. Il a écrit des fascicules El aura del novecientos y Carlos Reyles.
En 1977, il s'exile à Barcelone, Espagne. 
Entre 1978 et 1986, il vit au Mexique. Il est mort dans ce pays quand il a décidé de revenir en Uruguay.

## Œuvres

### Roman
- El paredón, 1963.
- La otra mitad, 1966.
- Con las primeras luces, 1966.
- Coca, 1970.
- Tierra en la boca, 1974.
- El color que el infierno me escondiera, 1981.

### Essai
- Los días por vivir, 1960.
- Cordelia, 1961.
- Los aborígenes, 1964.
- Los prados de la conciencia, 1968
- De vida o muerte, 1971.